# فرانسلیا بیلینگتون
فرانسلیا بیلینگتون (انگلیسی: Francelia Billington؛ ۱ فوریهٔ ۱۸۹۵ – ۲۴ نوامبر ۱۹۳۴ (tuberculosis)) یک هنرپیشه اهل ایالات متحده آمریکا بود.